# Imperija
Imperija (do češtiny přeloženo jako Říše, makedonsky Империја) je píseň Vlatka a Esmy. Původně byla napsána pro Eurovision Song Contest 2013, kde měla reprezentovat Makedonii. Dne 8. března, ale několik makedonských médií uvedlo, že píseň bude stažena a nahrazena jinou skladbu. Autory písně jsou Simeon Atanasov a Borče Nečovski.